# Kanton Saint-Étienne-de-Montluc
Kanton Saint-Étienne-de-Montluc (fr. Canton de Saint-Étienne-de-Montluc) je francouzský kanton v departementu Loire-Atlantique v regionu Pays de la Loire. Tvoří ho pět obcí.

## Obce kantonu
- Cordemais
- Couëron
- Le Temple-de-Bretagne
- Saint-Étienne-de-Montluc
- Vigneux-de-Bretagne